# Gewöhnliche Robinie
Die Gewöhnliche Robinie (Robinia pseudoacacia), auch verkürzt Robinie, Gemeine Robinie, Weiße Robinie, Falsche Akazie, Scheinakazie, Gemeiner Schotendorn oder Silberregen genannt, ist ein sommergrüner Laubbaum. Sie stammt aus Nordamerika und wird seit fast 400 Jahren überall in Europa in Parks und Gärten gepflanzt. Sie wächst inzwischen auch wild.
Die Gewöhnliche Robinie war Baum des Jahres 2020 in Deutschland. In der Schweiz wird die Art auf der Schwarzen Liste der invasiven Neophyten geführt. Sie gehört weltweit zu den zehn weitestverbreiteten invasiven Arten.

## Taxonomie

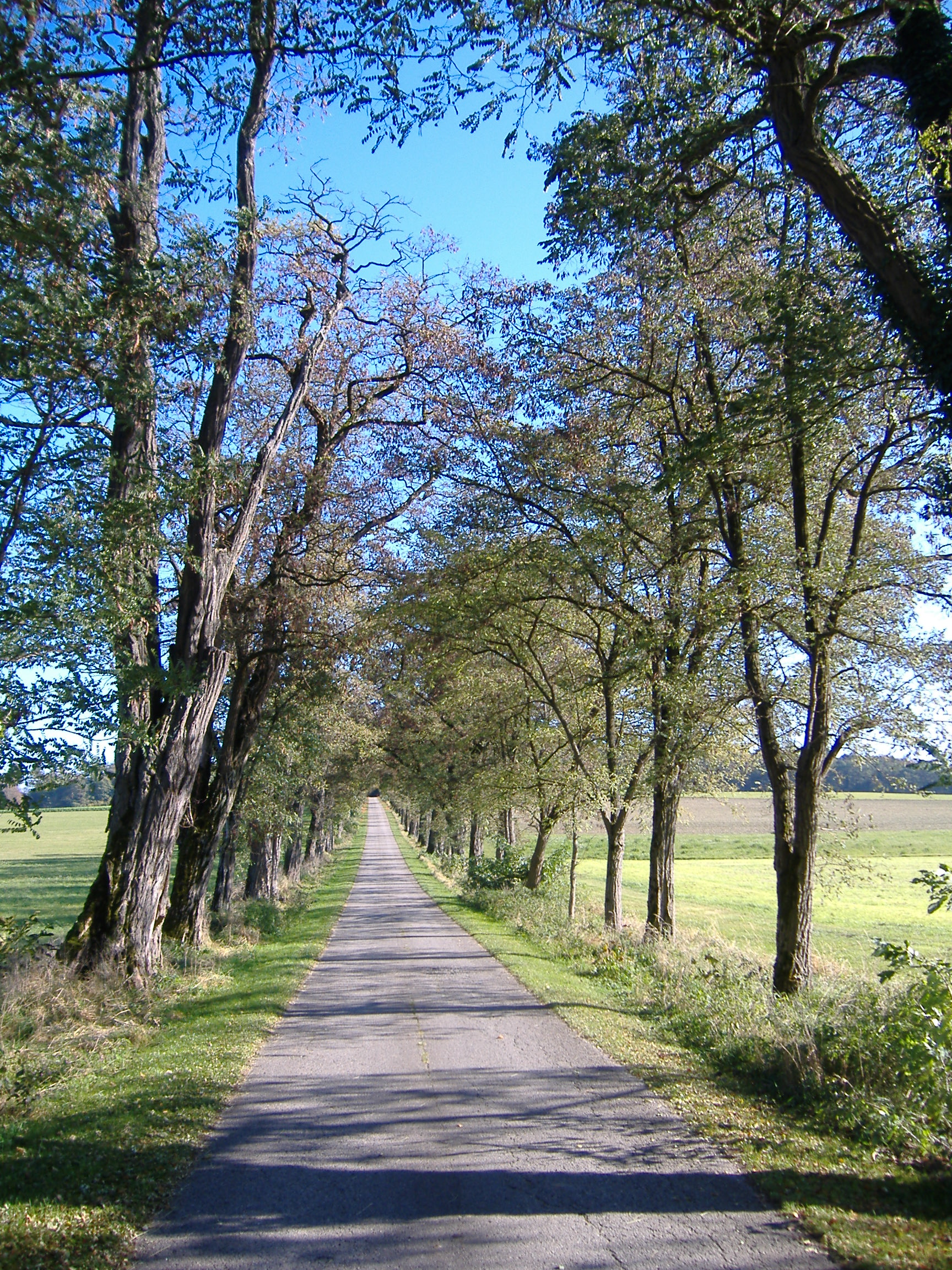
Robinien-Allee in Stepperg

Die Gewöhnliche Robinie ist eine Pflanzenart aus der Unterfamilie der Schmetterlingsblütler (Faboideae) in der Familie der Hülsenfrüchtler (Fabaceae).
Die Robinie wird landläufig, nach ihrem Artnamen pseudoacacia, auch als falsche Akazie bezeichnet. Sie ist zwar mit den Akazien (Acacia) nicht besonders nah verwandt, die ihrerseits zur Unterfamilie der Mimosengewächse (Mimosoideae) gehören, beide ähneln sich jedoch in der Form der gefiederten Blätter und Dornen. Aber bereits die Blütenformen sind sehr verschieden. Eine Verwechslung von Arten beider Gattungen ist in Mitteleuropa nahezu ausgeschlossen, da Akazien nur in subtropischen und tropischen Gebieten heimisch sind und in Mittel- und Westeuropa nur an ganz wenigen Orten mit besonders mildem Klima gedeihen.
Die Arten der Gattung Robinia (Robinien) sind fast alle Sträucher, Bäume sind neben Robinia pseudoacacia nur noch Robinia neomexicana und Robinia viscosa.
Inwieweit verschiedene Formen der Robinie auf Kreuzungen mit anderen Robinienarten oder Mutationen zurückgehen, ist nicht immer sicher. Bekannt ist Robinia pseudoacacia var. rectissima, welche 1936 auf Long Island gefunden wurde. Markant für diese Varietät, deren Status allerdings umstritten ist, ist ein kerzengerader Schaft, der auch im Freistand ausgebildet wird. Diese Form hat ihr die Bezeichnung „Schiffsmast-Robinie“ eingebracht. Nachkommen dieser Bäume sind in der Forstpflanzenzüchtung begehrt.

## Namensherkunft

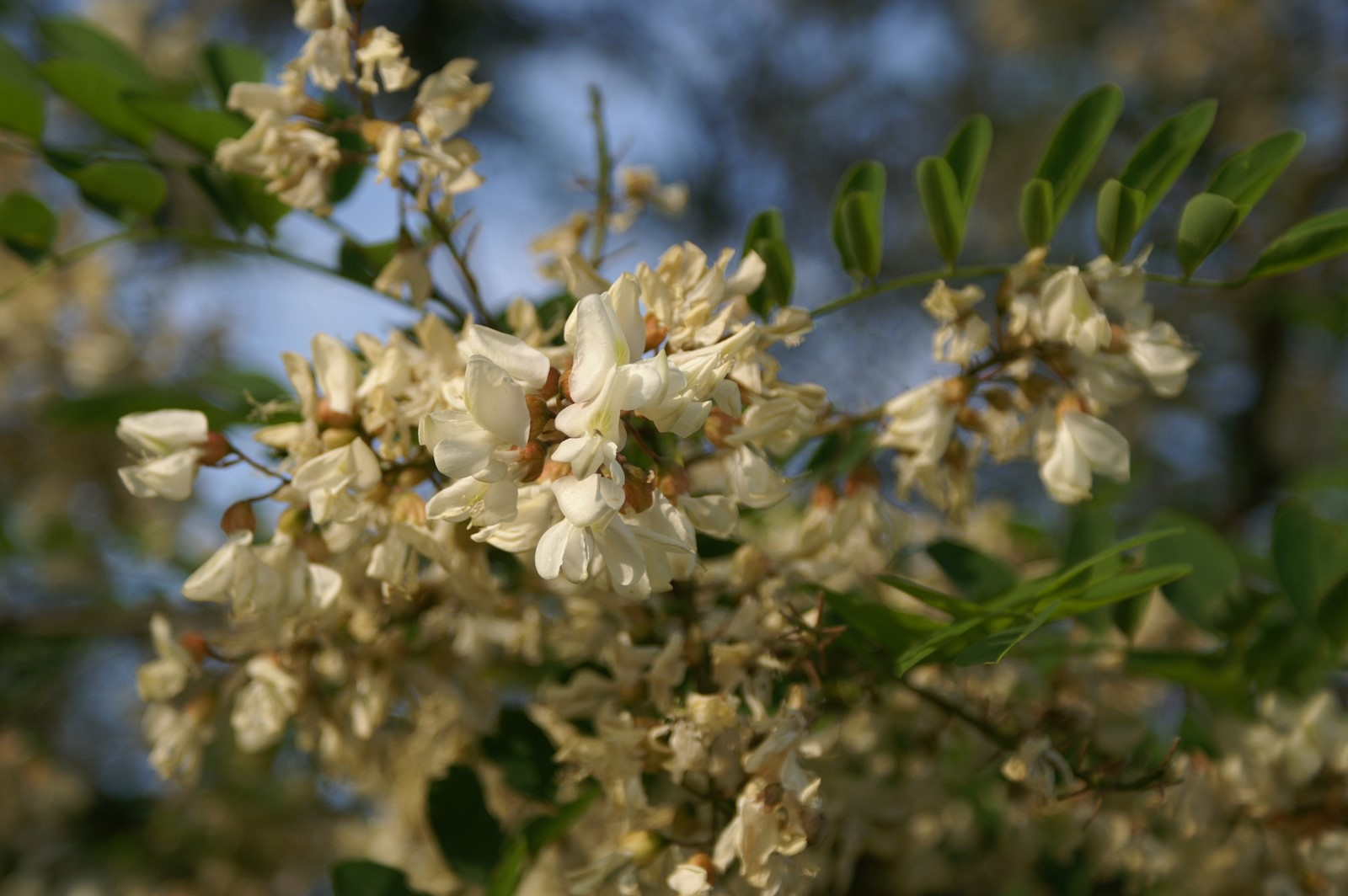
Blütenstand der Robinie

Carl von Linné, der die Gattung der Robinien (Robinia) erstmals wissenschaftlich veröffentlichte, benannte diese nach Jean Robin, dem Hofgärtner der französischen Könige Heinrich III., Heinrich IV. und Ludwig XIII. Er hat die Art auch als Erster 1753 in Species Plantarum Band 2 Seite 722 als Robinia pseudoacacia korrekt beschrieben.
Das wissenschaftliche Artepitheton pseudoacacia weist auf die (irreführende) Ähnlichkeit mit den Akazien hin. "Pseudo" = "falsche" und "Acacia" = "Akazie". Die gelegentliche Verwendung des Trivialnamens Silberregen ist auf die traubenförmigen, herabhängenden weißen Blütenstände des Baums zurückzuführen – offenkundig in Anlehnung an die Namen der ebenfalls zu den Schmetterlingsblütengewächsen zählenden Gehölze Goldregen (Laburnum) und Blauregen (Wisteria).

## Beschreibung

### Erscheinungsbild (Habitus)

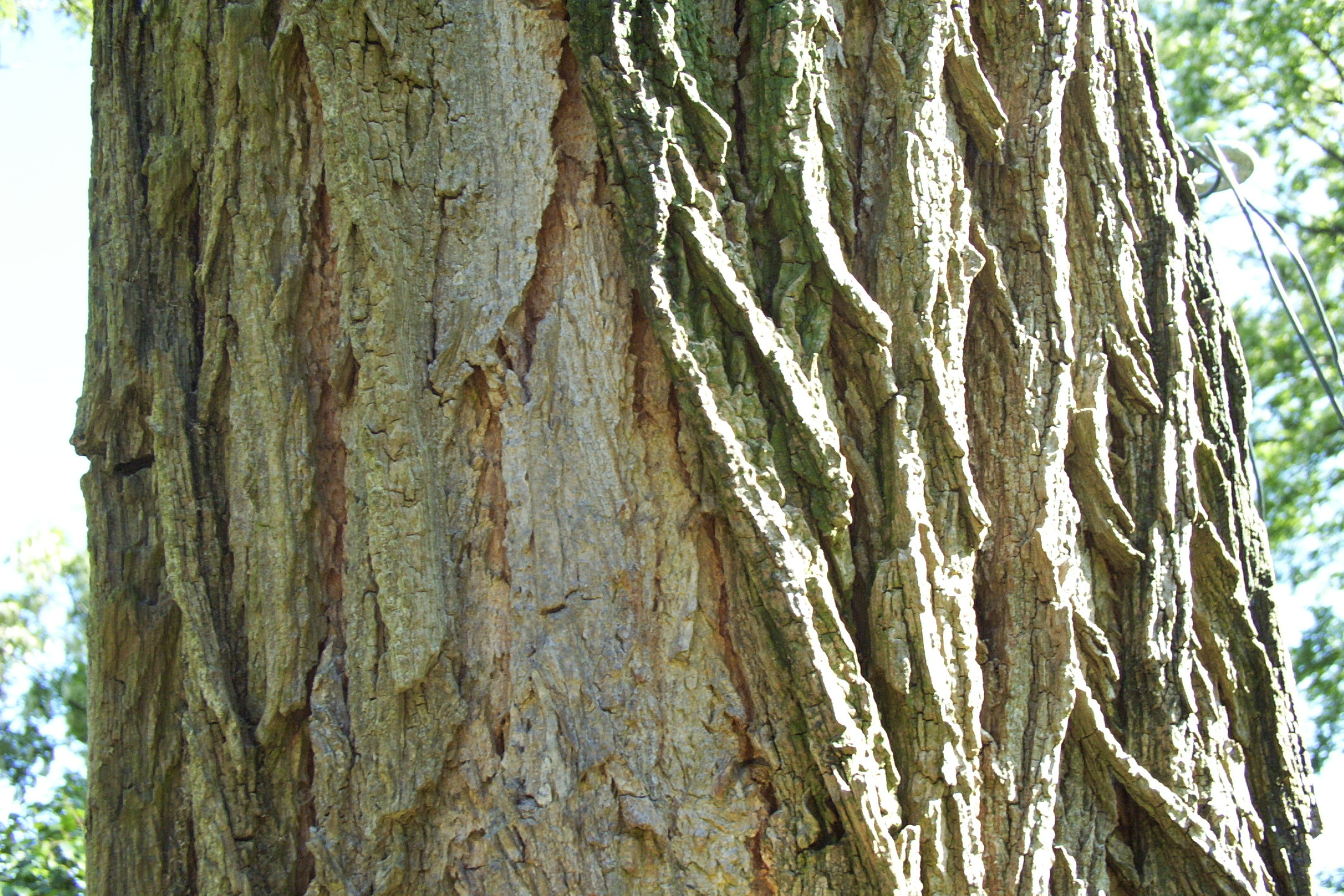
Borke der Gewöhnlichen Robinie

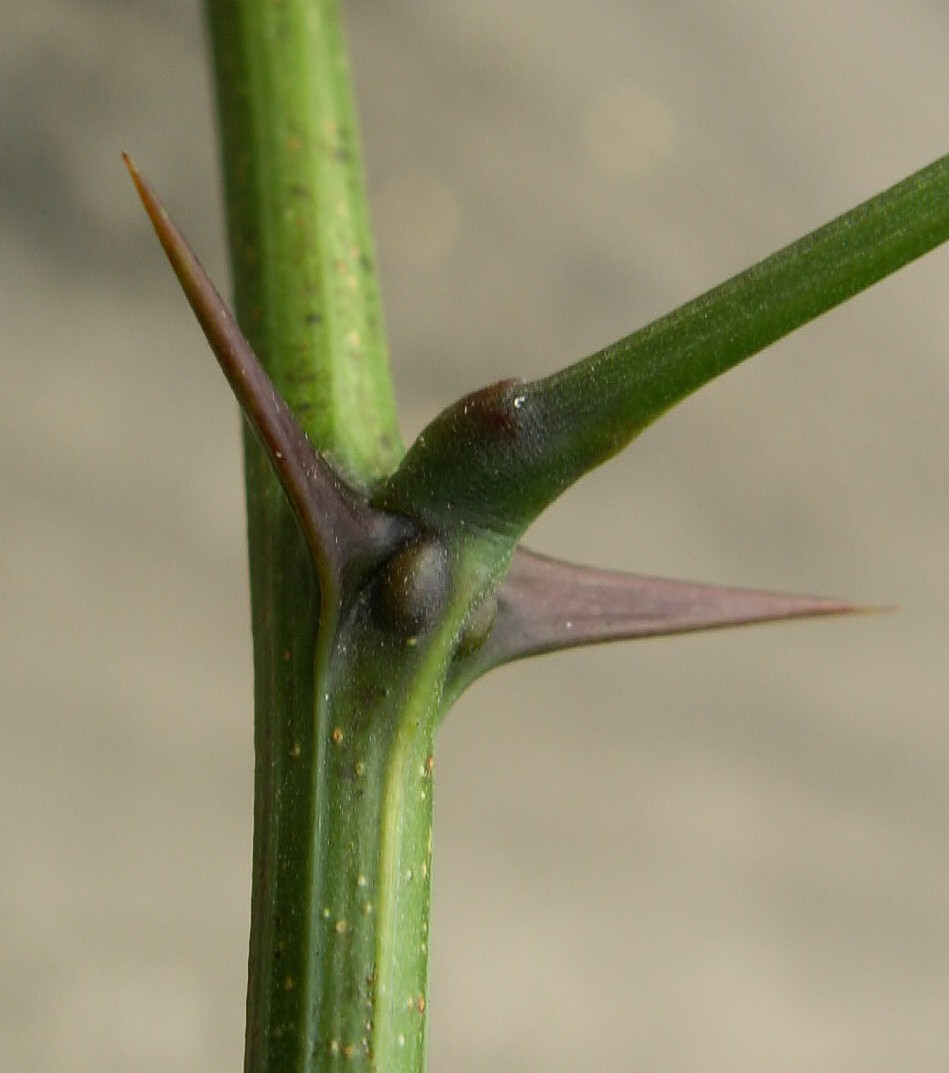
Dornen

Die Gewöhnliche Robinie ist ein sommergrüner Baum mit rundlicher oder locker schirmartiger Krone, der im Freistand Wuchshöhen von 12 bis 20 m und im geschlossenen Bestand Wuchshöhen von 20 bis 30 m erreichen kann. Der Stammdurchmesser kann über 1 Meter, selten bis über 1,6 Meter erreichen. Die raue, dicke Borke des Stamms ist grau- bis dunkelbraun, tief gefurcht und häufig längsrissig. Die Äste stehen gedreht an einem kurzen Stamm, der zur Ausbildung einer Doppelkrone neigt. Der Baum ist weitgehend winterfrosthart.
Die Gewöhnliche Robinie begrünt sich erst sehr spät im Frühjahr. Die wechselständigen und unpaarig gefiederten Laubblätter besitzen eine Länge von 15 bis 30 cm. Sie bestehen aus einer leicht rinnigen Rhachis und etwa 9 bis 23 eiförmigen bis elliptischen oder länglichen, ganzrandigen und kurz gestielten, abgerundeten bis eingebuchteten, teils feinstachelspitzigen und 2–5 cm langen Einzelblättchen. Sie können sich durch kleine Gelenke bei großer Hitze senkrecht nach unten klappen (Thermonastien). Es sind schnell abfallende, nadelige und minutiöse Stipellen vorhanden.
Während der Blütenstandsbereich und die Krone meist ohne Dornen sind, sind besonders an den Schösslingen die Nebenblätter zu bis 3 cm langen, rotbraun gefärbten Dornen umgebildet.

### Blütenstände und Blüten

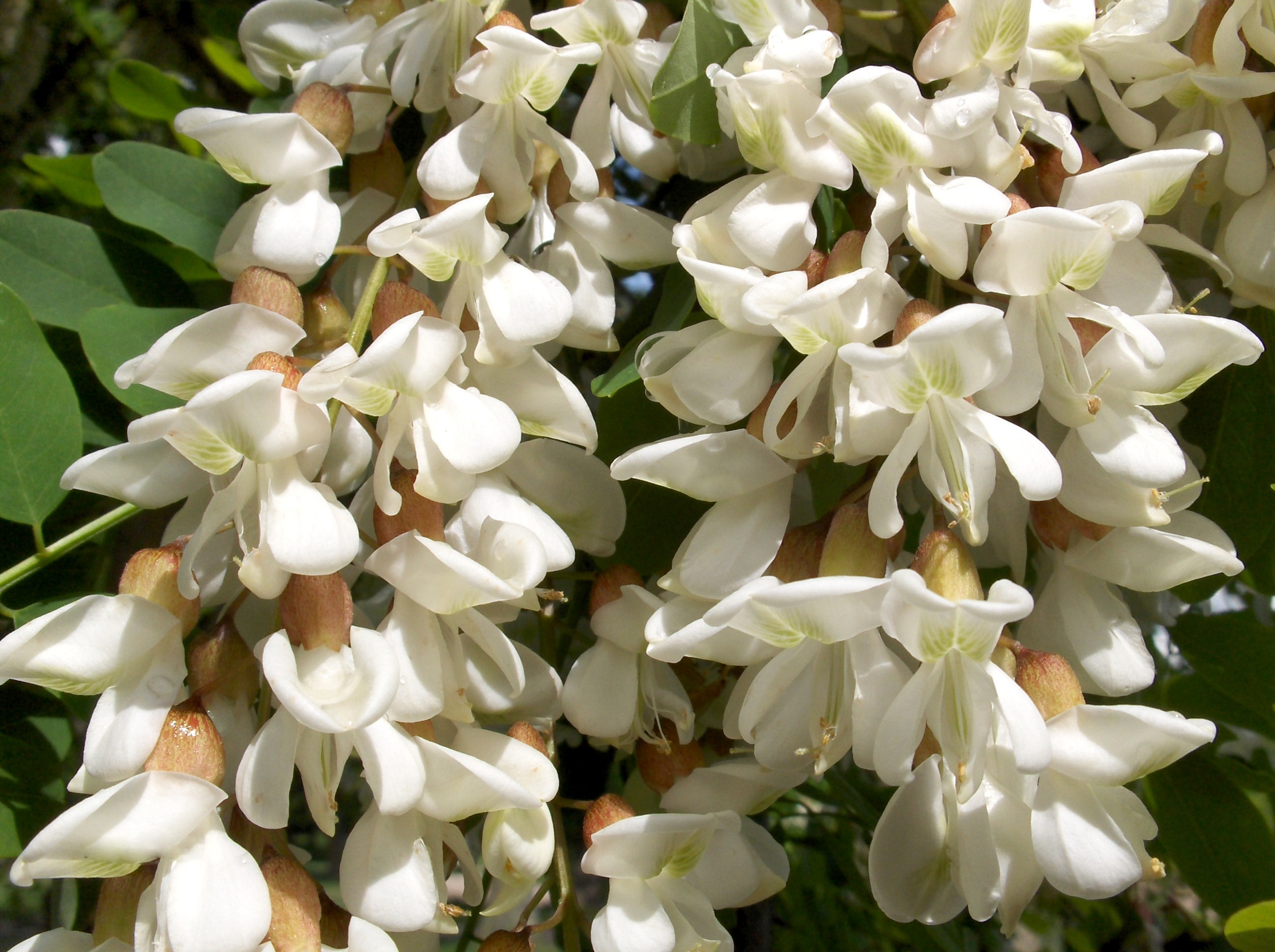
Blütenstände

Die weißen, gestielten Blüten der Gewöhnlichen Robinie erscheinen in den Monaten Mai bis Juni. Jeweils 10 bis 25 der stark bergamotteartig duftenden Blüten sind zusammengefasst in zwischen 10 und 25 Zentimeter langen, hängenden und traubigen, achselständigen Blütenständen an den jungen Zweigen. Die typischen Schmetterlingsblüten mit grün-rötlichem, haarigem Kelch bieten reichlich Nektar und werden daher von vielen Insekten aufgesucht, gern auch von Honigbienen. Im Elsass waren deshalb Robinien als Bienenweide für „Akazienhonig“ gepflanzt worden. Nektar und Staubbeutel werden gleichzeitig reif. Setzt sich ein Insekt auf die Blüte, tritt zuerst die Narbe heraus, die den eventuell mitgebrachten Pollen vom Bauch abbürstet.

### Früchte und Samen

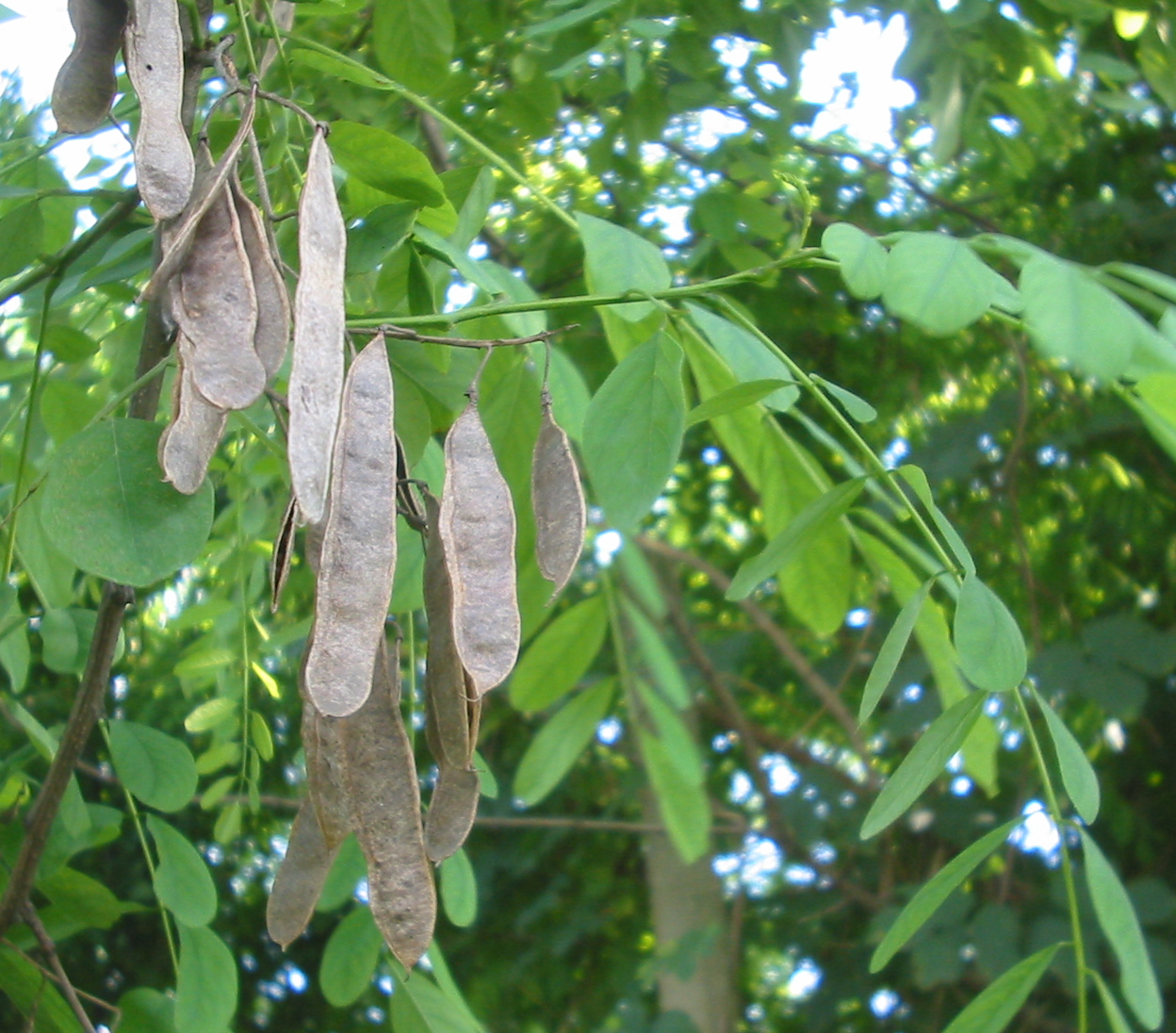
Hülsen („Schoten“) der Gewöhnlichen Robinie

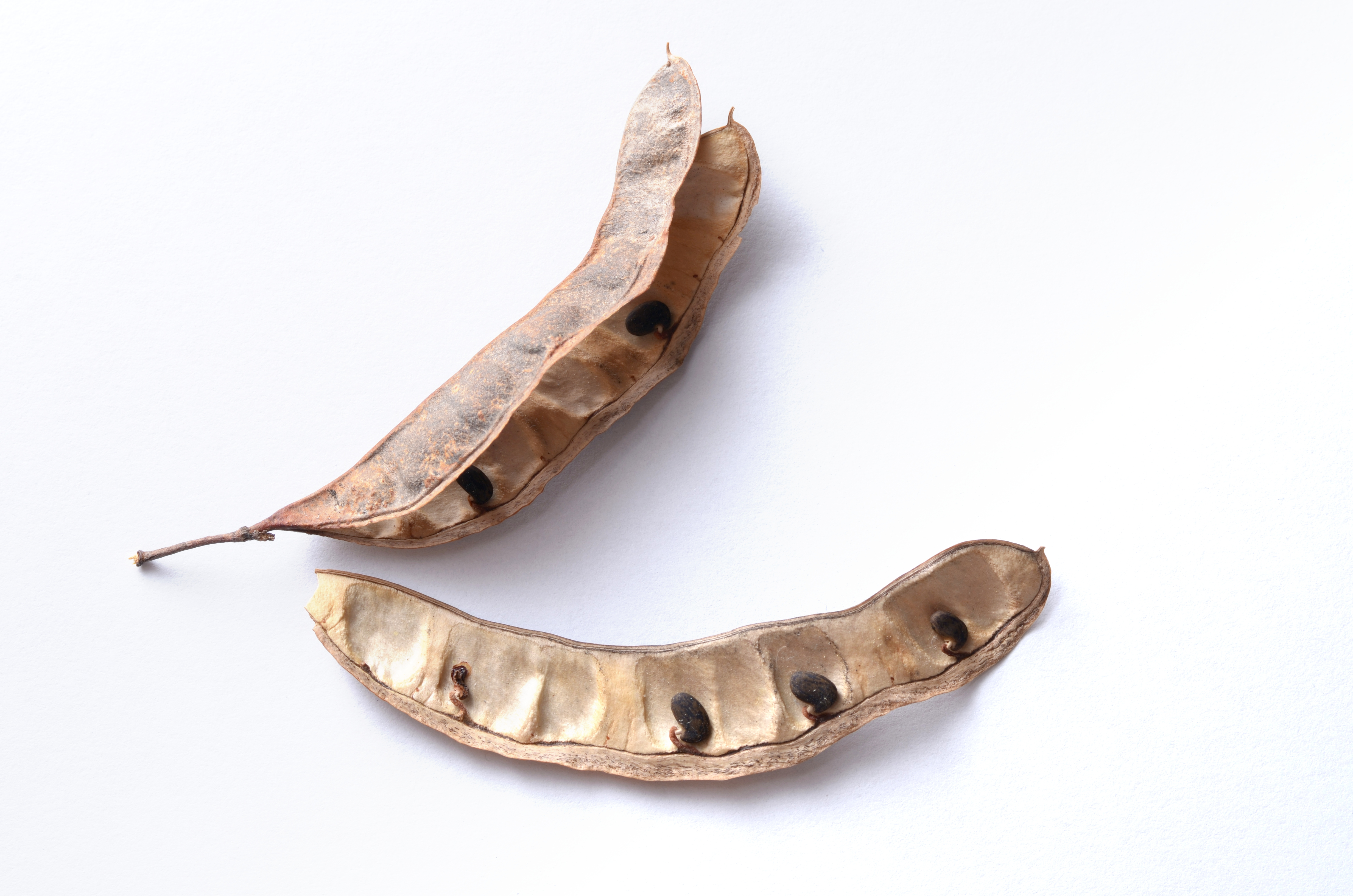
Offene Hülsen der Gewöhnlichen Robinie

Es werden seitlich stark abgeflachte, bespitzte und bauchseitig etwas geflügelte Hülsen gebildet. Sie sind braun, kurz gestielt, etwa 5 bis 12 Zentimeter lang und 1 bis 1,5 Zentimeter breit. Ihre Hülle ist pergamentig-ledrig. In den inneren Einbuchtungen der Hülsen liegen etwa 4 bis 14 Samen. Diese abgeflachten, rot- bis dunkelbraunen, etwas gesprenkelten und leicht nierenförmigen Samen, die im September ausgereift sind, sind 4 bis 7 Millimeter lang, glatt und sehr hartschalig. Die sie umgebende Hülse reißt allmählich während des Winters entlang der Rücken- sowie der Bauchnaht auf. Da die Früchte oder samenhaltigen Hülsen-Hälften mitunter bis in das nächste Frühjahr am Baum hängen bleiben und von starken Winden weit verweht werden, zählt die Gewöhnliche Robinie zu den sogenannten Winterstehern.

### Chromosomenzahl
Die Chromosomenzahl beträgt 2n = 20 oder 22.

## Ausbreitungsstrategie
Die Gewöhnliche Robinie blüht und fruchtet bereits im sechsten Lebensjahr. Sie verbreitet ihre Samen durch den Wind (sogenannte Anemochorie), jedenfalls so lange sie noch in den Hülsen oder Hülsenhälften hängen. Die Distanz, die die Samen der Pflanze auf diese Weise überwinden können, ist wegen ihres hohen Gewichts verhältnismäßig gering. Nur selten werden die Samen weiter als 100 Meter verbreitet. Einzelsamen gehen auch bei Wind nur in der unmittelbaren Umgebung des Mutterbaumes zu Boden. Ihre Samen sind sehr lange keimfähig, die Dauer der Keimfähigkeit wird auf bis zu 30 Jahre geschätzt. Zur Keimung benötigen die Pflanzen jedoch sehr viel Sonnenlicht. Diese Eigenschaften bedingen die Pionierfähigkeit der Robinie. Ausgehend von bestehenden Samenbäumen kann die Robinie sehr schnell neue offene Standorte bewachsen; die Art neigt sehr stark zum Verwildern.
Die Robinie  vermehrt sich außerdem durch Wurzelschösslinge vegetativ. Diese auch als „klonales Wachstum“ bezeichnete Verbreitung wird begünstigt, wenn es zu Standortstörungen wie etwa Bränden oder Rodungen kommt. Die Gewöhnliche Robinie reagiert darauf mit einer verstärkten Ausbildung von Wurzelbrut, die zu einer Verdichtung bereits bestehender Bestände führt; andere Arten werden dadurch verdrängt.

## Verbreitung

### Natürliches Vorkommen
Die Gewöhnliche Robinie ist im atlantischen Nordamerika beheimatet und im Gebiet der Appalachen sowie der US-Bundesstaaten Pennsylvania, West Virginia, Virginia, Kentucky, Tennessee, North Carolina, Georgia, Alabama und Arkansas verbreitet. Sie wächst dort als Pionierpflanze in Laubmischwäldern auf mäßig nährstoffreichen Sand- und Lehmböden in Höhen von bis zu 1600 Metern. Ihr natürliches Verbreitungsgebiet zeichnet sich durch ein humides Klima mit jährlichen Niederschlägen zwischen 1020 und 1830 Millimetern aus.

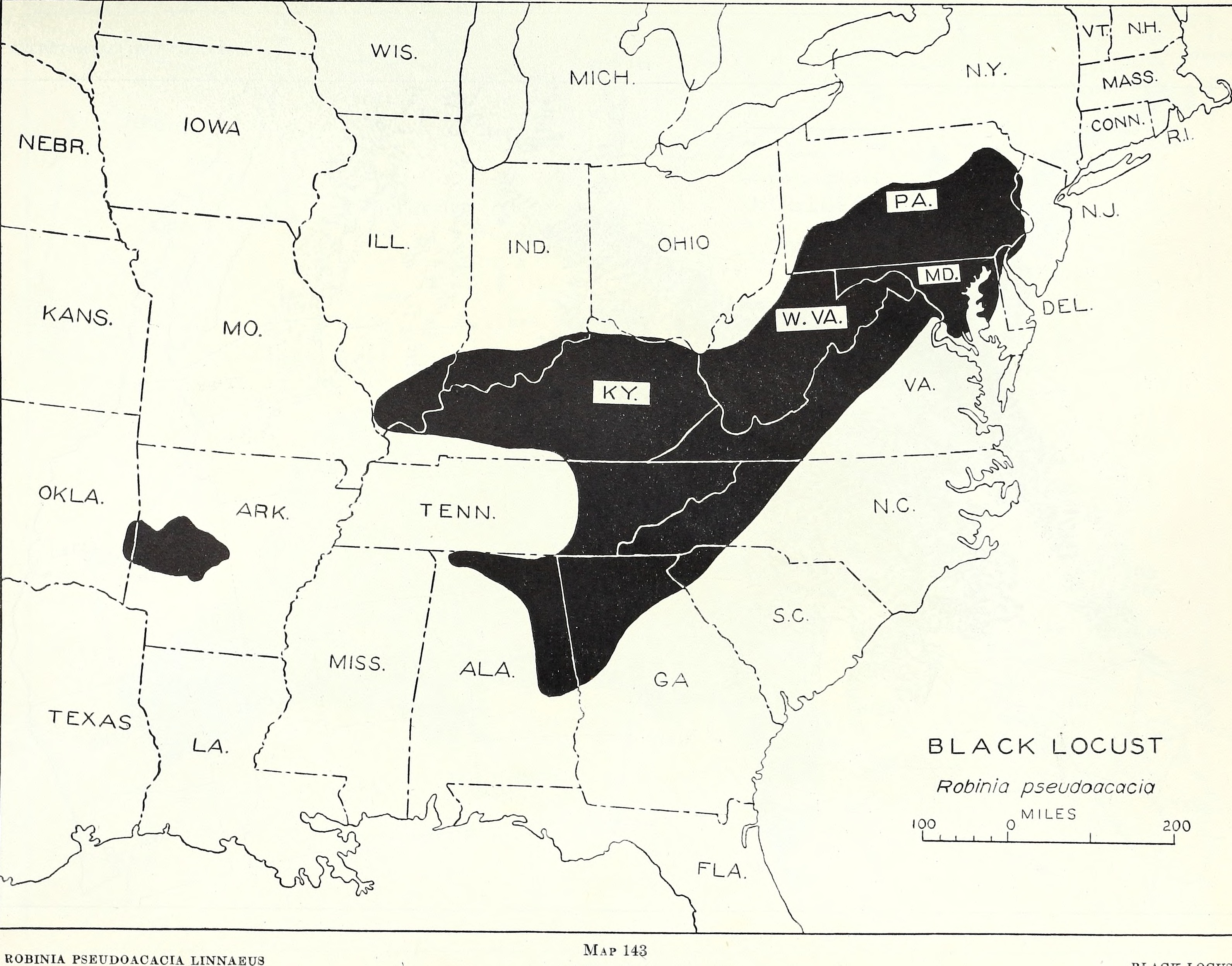
Natürliches Verbreitungsgebiet der Gewöhnlichen Robinie im Osten der Vereinigten Staaten (1938)

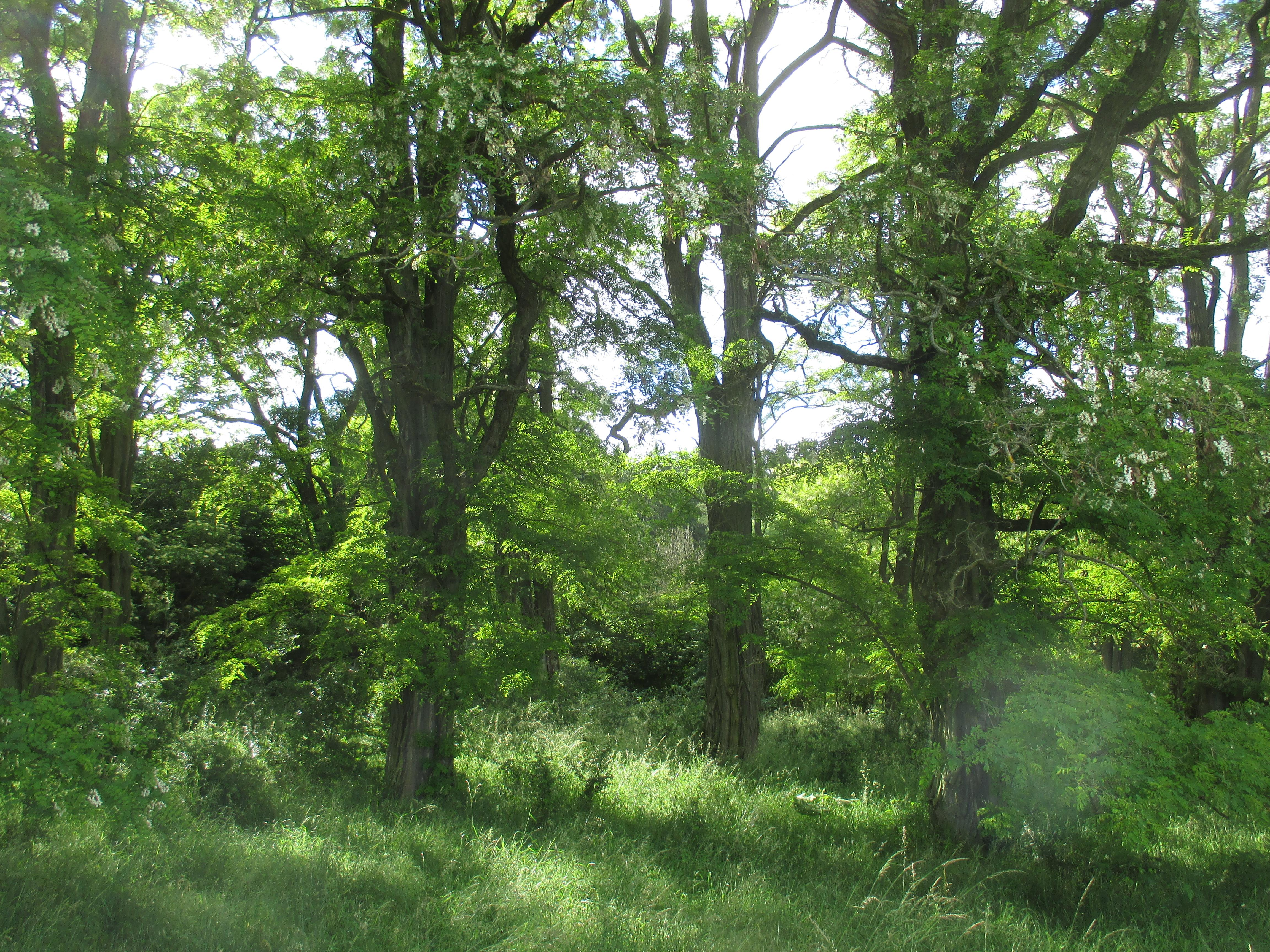
Alter Robinienwald an der Wacholderheide (Oberdorla)

Wie von Kowarik zitierte Untersuchungen zeigen, leitet die Gewöhnliche Robinie in ihrem ursprünglichen Verbreitungsgebiet die Waldregeneration nach „katastrophalen“ Störungen wie Waldbränden oder Kahlschlägen ein. Das neu besiedelte Gebiet wird für etwa 20 bis 30 Jahre von dieser Baumart dominiert, bis sie von anderen Baumarten wie dem Tulpenbaum verdrängt wird. Die Baumarten, welche die Gewöhnliche Robinie an ihrem Standort zu verdrängen vermögen, wachsen höher als sie und spenden sehr stark Schatten. In Waldbeständen der Appalachen, die sich seit längerer Zeit ungestört entwickeln konnten, beträgt der Anteil der Robinie weniger als 4 %.

### Verbreitungsgebiet
Die anspruchslose Robinie wurde durch den Menschen in zahlreiche Gebiete verbreitet, die nicht zu ihrem ursprünglichen Verbreitungsraum gehören. Sie ist damit eine sogenannte hemerochore Pflanze und zählt aufgrund ihrer Einführung nach 1492 in Europa zu den Neophyten. Sie ist heute in Europa, Nordafrika, West- und Ostasien zu finden. Auch in Nordamerika hat sie, ausgehend von Anpflanzungen, ihr Verbreitungsgebiet sowohl räumlich als auch standortlich erheblich erweitert. Sowohl in Europa als auch in den neu besiedelten nordamerikanischen Verbreitungsgebieten wächst sie auf Standorten, die wesentlich trockener sind als die in ihrem ursprünglichen Verbreitungsgebiet. Die ökologischen Zeigerwerte nach Landolt et al. 2010 sind in der Schweiz: Feuchtezahl F = 2+ (frisch), Lichtzahl L = 3 (halbschattig), Reaktionszahl R = 3 (schwach sauer bis neutral), Temperaturzahl T = 4+ (warm-kollin), Nährstoffzahl N = 4 (nährstoffreich), Kontinentalitätszahl K = 3 (subozeanisch bis subkontinental).
In den deutschen Wäldern kommt die Gewöhnliche Robinie nach den Ergebnissen der Dritten Bundeswaldinventur (2012) mit insgesamt 11.000 Hektar in der Hauptbestockung und 9.000 Hektar in der Jungbestockung vor, was einem Flächenanteil von deutlich unter einem Prozent entspricht. Daneben ist sie aber in Deutschland außerhalb der Wälder als Park- und Stadtbaum sowie „verwildert“ in trockenen Gebüschen, auf Brachflächen und entlang von Bahndämmen häufig vertreten. In der Schweiz wurde sie aufgrund ihres Ausbreitungspotenzials und der Schäden in den Bereichen Biodiversität, Gesundheit bzw. Ökonomie in die Schwarze Liste der invasiven Neophyten aufgenommen.

### Einführungsgeschichte in Europa

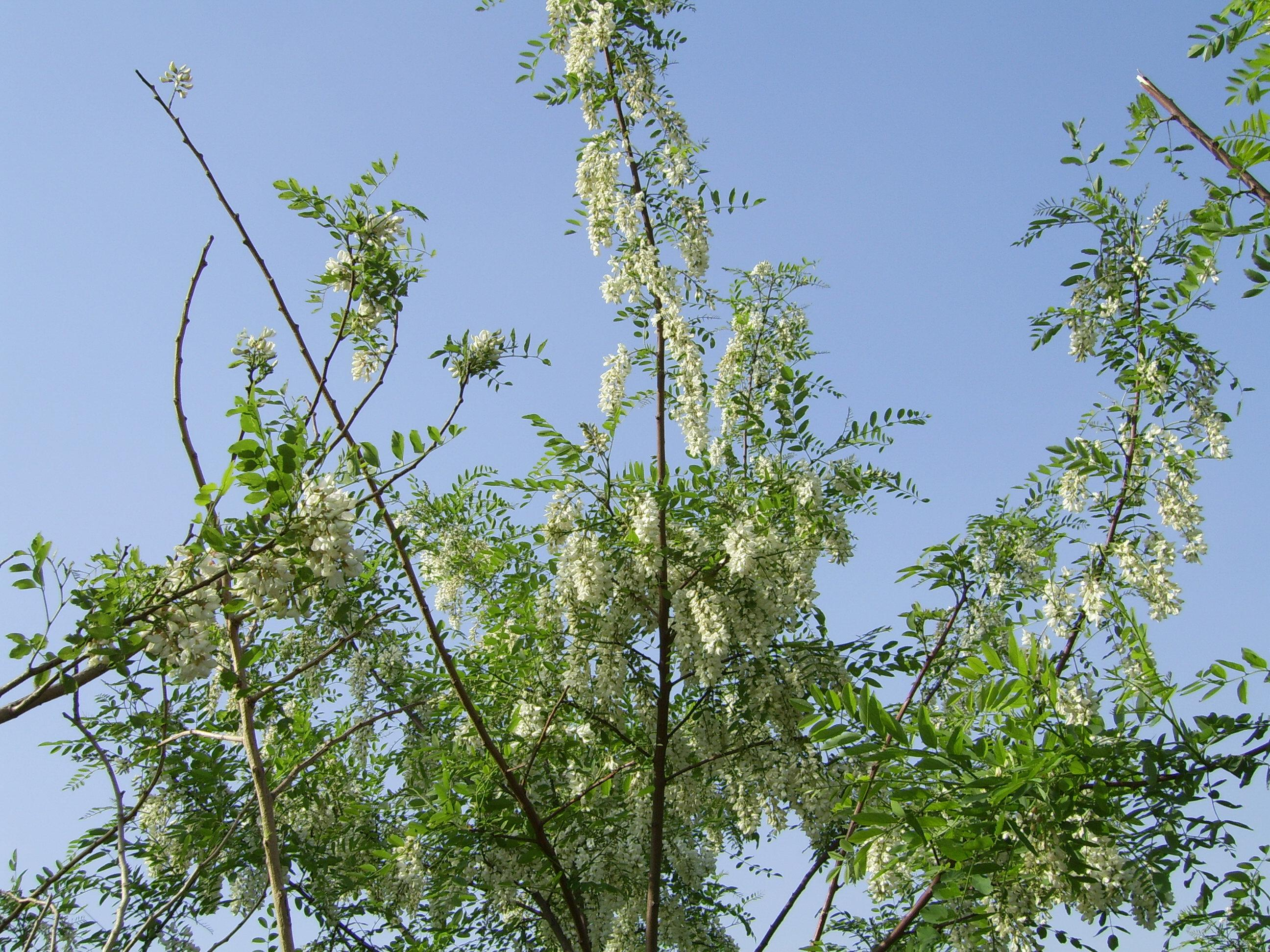
Die Gewöhnliche Robinie wurde als Zierpflanze nach Europa eingeführt

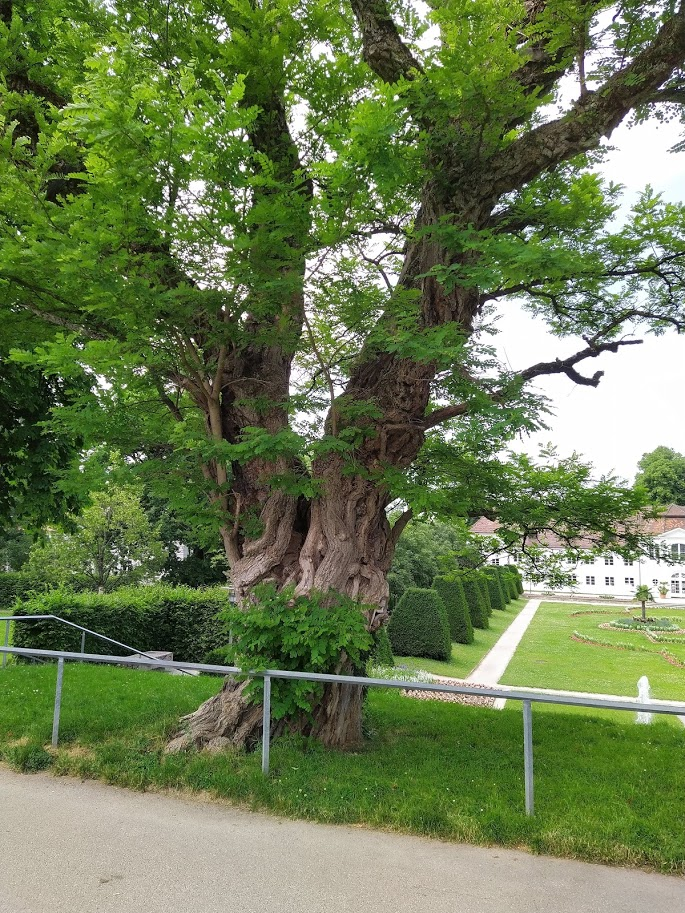
Diese alte Robinie im Hofgarten der fürstäbtlichen Residenz in Kempten (Allgäu) wurde vermutlich bereits im 18. Jahrhundert gepflanzt; im Hintergrund sieht man die Orangerie

Nach Europa wurde die Robinie, so die meisten Quellen, im Jahr 1601 von Jean Robin, dem Pharmazeuten und Botaniker der Könige von Frankreich, aus Virginia eingeführt. Im Jardin des Plantes und auf der Place René Viviani vor der Nordfassade der Kirche St. Julien-le-Pauvre unweit von Notre-Dame werden zwei von Robin gepflanzte Exemplare als älteste Bäume von Paris angesehen. Die Robinie auf der Place Viviani mit einem Stammumfang von 3,90 m ist vermutlich der ältere. Sie wurde im Ersten Weltkrieg durch Bomben beschädigt und von drei Betonpfeilern gestützt, blüht aber immer noch. Der Baum ist im Verzeichnis der bemerkenswerten Bäume Frankreichs (Arbres remarquables de France) aufgeführt.
Aufgrund ihrer attraktiven Blütenstände und ihrer gefiederten Blätter wurde die gewöhnliche Robinie zuerst als exotisches Ziergehölz in Parks angepflanzt. 1640 gelangte sie nach England.
In Italien wurde die Robinie 1662 eingeführt, das erste Exemplar im Botanischen Garten von Padua gepflanzt. Samen dieses Baumes wurden 1750 im Auftrag der Kaiserin Maria Theresia benützt, um den Baum in Österreich einzuführen. 1788 wurde ein Sprössling aus einem Samen aus Padua in den Garten des Arcispedale di Santa Maria Nuova in Florenz gebracht und dann in den Giardino dei Semplici verpflanzt. In die Toskana führte sie der Arzt und Botaniker Ottaviano Targioni Tozzetti ein. Die Robinie hat sich seither vor allem in Oberitalien verbreitet: Im Piemont (ca. 85.000 ha), in der Lombardei, in Venetien und in der Toskana. Erste Nachweise für einen Anbau in Deutschland liegen für das Jahr 1670 vor, als man sie im Berliner Lustgarten anpflanzte.
Im Laufe des 18. Jahrhunderts sah man diese Holzart in der sich entwickelnden geregelten Forstwirtschaft als vielversprechend für arme Standorte an. Es bestand regional Hoffnung, der durch jahrhundertelange ungeregelte – in Waldvernichtung resultierender – Übernutzung entstandenen Holznot durch den Anbau der Robinie kurzfristig begegnen zu können. Mehr dazu in der Geschichte des Waldes in Mitteleuropa. Zwei Eigenschaften begünstigten ihre rasche Verbreitung: Die Robinie stellt nur geringe Anforderungen an den Boden, denn sie vermag, dank der Luftstickstoff bindenden Knöllchenbakterien an ihren Wurzeln, den Boden „aufzudüngen“. Sie ist damit für die Wiederaufforstung von durch Übernutzung zerstörten Wäldern geeignet und verhindert eine weitere Bodenerosion. Sie wird deshalb bis heute für Aufpflanzungen in Sandgebieten genutzt.

### Typische Standorte in Europa
Die Gewöhnliche Robinie wird heute auf einem breiten Standortspektrum gezielt angebaut. Zu einer stärkeren natürlichen Verbreitung kommt es dabei vor allem in klimatisch besonders begünstigten Gebieten, da der Baum zur Samenausbildung auf hohe Wärmesummen in der Vegetationsperiode angewiesen ist. In diesen Gebieten breitet sie sich, ausgehend von Anpflanzungen, entlang von Waldrändern und Verkehrswegen auf Brachflächen sowie urbanindustriellen Standorten aus. Dabei dringt sie auch in Standorte wie Sandtrocken- und Kalkmagerrasen ein und verdrängt die dort wachsenden Arten.
Die Gewöhnliche Robinie hat sich nach dem Zweiten Weltkrieg außerdem auf Trümmerschuttflächen stark verbreitet. Die Zerstörungen und die anschließende mangelnde Pflege vieler Grundstücke führten dazu, dass in Städten wie Leipzig, Berlin, Stuttgart und Köln großräumige Flächen entstanden, die mit Robinien bewachsen sind. Die Robinie wurde auch bewusst zur Begrünung von Trümmerbergen eingesetzt.
In einigen Gebieten Ungarns und der Slowakei ist die Robinie mittlerweile der wichtigste Forstbaum, wobei hier bevorzugt Zuchtformen angebaut werden, die geradstämmiger als die ursprüngliche Art sind. Auch in Südkorea wird die Gewöhnliche Robinie in sehr großem Maße angebaut.
Weltweit nahm die Anbaufläche zwischen 1958 und 1986 von 227.000 auf 3.264.000 Hektar zu und hat sich damit mehr als verzehnfacht. Die Robinie ist die nach Pappeln und Eukalyptus weltweit am häufigsten in Plantagen kultivierte Laubbaumart.
Forstwirtschaftlich ist die Robinie je nach anthropogen bedingter Immission auch deshalb von Bedeutung, weil sie als Leguminose in der Lage ist, Luftstickstoff mit Hilfe symbiotisch mit ihr lebender Knöllchenbakterien zu binden. Auf stickstoffarmen Standorten hat diese Baumart daher einen Konkurrenzvorteil gegenüber anderen Arten, der unter anderem dazu führen kann, dass der Holzertrag der Robinie, verglichen mit Kiefern oder Eichen, höher ist.

## Nutzung

### Holznutzung
Die umfangreiche Verbreitung, welche die Robinie mittlerweile gefunden hat, ist auf die wirtschaftliche Nutzung ihres Holzes zurückzuführen. Das gegen Holzfäule widerstandsfähige Holz ist biegsam, fest und äußerst hart (Brinellhärte 46 N/mm²). Es wird im Schiff- und Möbelbau, als Grubenholz, als Schwellenholz, im traditionellen Bogenbau wie auch in der Landwirtschaft (z. B. Weinbau: Stickel) verwendet. Es gilt als widerstandsfähiger und dauerhafter als Eichenholz. Da es auch ohne chemische Konservierungsbehandlung bei einer Nutzung im Außenbereich lange stabil bleibt, ist es beispielsweise für den Bau von Geräten auf Kinderspielplätzen und Gartenmöbeln gut geeignet. Darüber hinaus wird es oft im Rahmen der Schutzwaldsanierung zur vorübergehenden Verbauung genutzt. Hier werden oftmals Schneerechen und Dreibeinböcke aus diesem Holz gebaut.
Da das Robinienholz einen guten Ersatz für Tropenhölzer darstellt, wird es derzeit häufig angepflanzt.

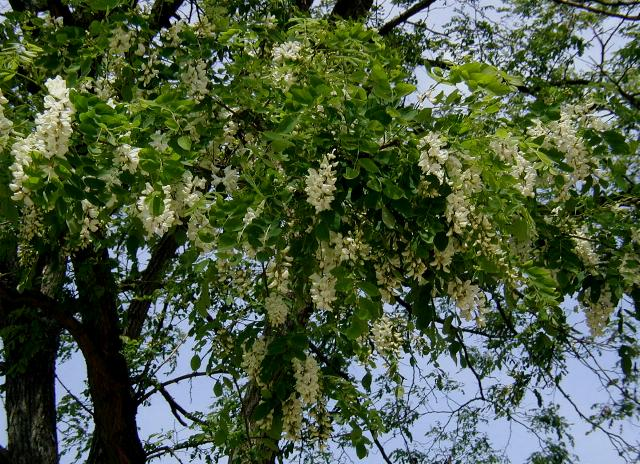
Die Robinie liefert reichhaltigen Nektar und ist deshalb als Bienentrachtpflanze für die Imkerei von Bedeutung

#### Bergbau
Das Holz der Robinie wurde im Bergbau zum Stützen der Stollen verwendet. Die für Grubenstempel vorgeschriebenen Maße erreicht die Robinie bereits in einem Alter von 20 Jahren, die Kiefer benötigt im Vergleich dazu 30 bis 40 Jahre. Jedoch spielte Robinienholz im Bergbau nie eine große Rolle. Selbst in der Heimat der Robinie, den USA, betrug der Verbrauch 1923 mit nur 6997 m³ weniger als ein Prozent des Gesamtverbrauches. Heute wird, zumindest in Deutschland, kein Robinienholz im industriellen Bergbau mehr verwendet.
Zur Eignung als Grubenholz wurden auch in Deutschland zahlreiche Untersuchungen durchgeführt. Im Jahre 1900 berichtete die Bergwerksdirektion Saarbrücken, dass Robinienholz nach zwei Jahren vollkommen gesund war, während Eichenholz in seinen äußeren Teilen bereits faulte. Aus Ungarn wurde berichtet, dass eingebautes Robinienholz dermaßen unangenehm roch, dass die Arbeit in dessen Nähe nicht möglich war. Dies liegt vermutlich auf dem aus Glykosiden (siehe Giftigkeit) unter anderem freigesetzten Cumarin. Besonders frisches Wurzelholz der Robinie hat einen unangenehmen Geruch, den es lange Zeit beibehält.

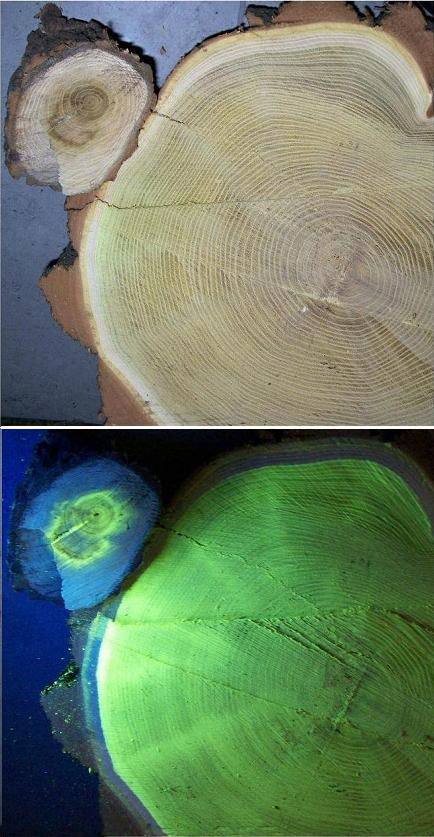
Robinienholz (oben unter normaler Beleuchtung) fluoresziert im Inneren bei Ultraviolett-Bestrahlung (unten), vermutlich aufgrund der dort durch Zersetzung von Glycosiden freigewordenen Cumarine

Robinienholz splittert vor dem Bruch, und dieses Geräusch warnte die Bergleute. Dies ist allerdings bei den langfaserig brechenden Nadelhölzern besser ausgeprägt. Dafür biegen sich Robinienbalken vor dem Bruch stark durch, eine zusätzliche visuelle Warnung. Stempel aus Robinie sind aber schwerer als solche aus anderen Holzarten. Außerdem sind sie schwerer zu bearbeiten und zu nageln.

### Bienenweide
Die Gewöhnliche Robinie zählt als bedeutende Frühsommertrachtpflanze zu den sogenannten Bienenweidepflanzen. Robinienblüten liefern viel Nektar mit einem hohen Zuckeranteil zwischen 34 und 59 Prozent. Eine einzelne Robinienblüte produziert in 24 Stunden Nektar mit einem Zuckergehalt von 0,2 bis 2,3 Milligramm. Durchschnittlich lassen sich je Baum und Blühsaison Honigerträge zwischen 0,66 und 1,44 Kilogramm erzielen. Wegen ihres hohen Zuckerwerts werden Robinien gelegentlich von Imkern gezielt als Trachtpflanze angepflanzt. Der Robinienblütenhonig, welcher in Deutschland auch unter der Bezeichnung „Akazienhonig“ verkauft wird, hat eine klare, wasserhelle bis hellgelbe Farbe, einen schwach blumigen, milden, schwach aromatischen Geschmack und ist flüssig. Er kristallisiert nur sehr langsam im Lauf mehrerer Jahre in Form eines Bodensatzes aus. Die langsame Kristallisierung ist durch den hohen Anteil an Fructose bedingt, da Fructose im Honig im Gegensatz zur bei vielen anderen Honigsorten überwiegenden Glukose nur wenig zur Kristallisation neigt.
Zu den Ländern, in denen die Robinie neben der forstwirtschaftlichen Nutzung sehr intensiv als Imkerpflanze genutzt wird, zählen Frankreich und Ungarn. Auch in Brandenburg stellt die Robinie in guten Jahren bis zu 60 Prozent der Honigernte.

### Verwendung als Zierpflanze
Nach wie vor finden Robinien als Zierpflanzen Verwendung. Aus diesem Grund sind mittlerweile eine Reihe von Zuchtsorten entstanden. Als Allee- und Stadtbaum wird die Gewöhnliche Robinie häufig verwendet. Sie verträgt das trockene Stadtklima sehr gut und ist unempfindlich gegen Rauch, Staub und Ruß. Nach Auffassung des Zentralverbands Gartenbau sollte jedoch auf eine Pflanzung in Reichweite gefährdeter Vegetationstypen und Offenlandbiotope, insbesondere bei Magerrasen verzichtet werden.

### Verwendung als Nahrungsmittel
Die Blüten sind ungiftig, sie können zu Marmelade oder Sirup verarbeitet oder in Tees und Getränken verwendet werden.
In Teilen Österreichs, wo der Baum Akazie genannt wird, werden die Blüten in Backteig zu so genannten Akazienstrauben ausgebacken.

### Verwendung der Samen
Die sehr hartschaligen Samen („Akazienbohnen“) werden beim Mahlen von Mehl in Rüttelsiebe (Sifter) gegeben, um das Verstopfen dieser Siebe zu verhindern.

## Giftigkeit
Die Pflanze, bis auf die Blüten, gilt als stark giftig, besonders die Rinde und die Früchte. Wegen der Giftigkeit für Pferde darf Robinienholz nicht zum Bau von Boxen verwendet werden.

### Hauptwirkstoffe
- in der Rinde etwa 1 bis 6 % Robin, Phasine, Syringin, 2 bis 7 % Protocatechingerbstoff
- in den Blättern Indican, Asparagin, Kämpferol und Acacetin
- in den Samen Lektine

### Vergiftungserscheinungen, immunbiologische Wirkungen
Robin und Phasin sind sehr giftig. Beide Substanzen sind wie andere Toxalbumine echte Antigene und wirken agglutinierend auf rote Blutkörperchen und gewebezerstörend; durch Erhitzen geht die Toxizität des Robins verloren. Auch eine natürliche Immunität gegen diese Antigene ist möglich. Innerhalb einer Stunde können Erbrechen, Schlafsucht, Mydriasis und krampfhafte Zuckungen auftreten. Bei Pferden treten erst Erregungszustände, dann Apathie und zeitweise krampfhafte Zuckungen auf. 150 g Robinienrinde können für Pferde bereits eine tödliche Dosis darstellen.
Durch den Verzehr von Samen und das Kauen der Wurzeln sind vereinzelt Vergiftungen mit zum Teil tödlichem Ausgang aufgetreten. Giftinformationszentren berichten über Fälle, bei denen schon nach Einnahme von vier bis fünf Samen Brechreiz auftrat, 30 – dann wahrscheinlich unzerkaut geschluckte – Samen aber auch schon symptomlos vertragen wurden.

### Wirkungen auf die Schleimhäute
Der Pollen der Robinie gehört zu den Heuschnupfen-Erregern. Seine Bedeutung als inhalatives Allergen ist aber gering, da die Pollenkörner vom Wind nicht weit aus dem direkten Bereich der Bäume fortgetragen werden.

## Ökologische Bedeutung und Gefährdungspotential in Europa

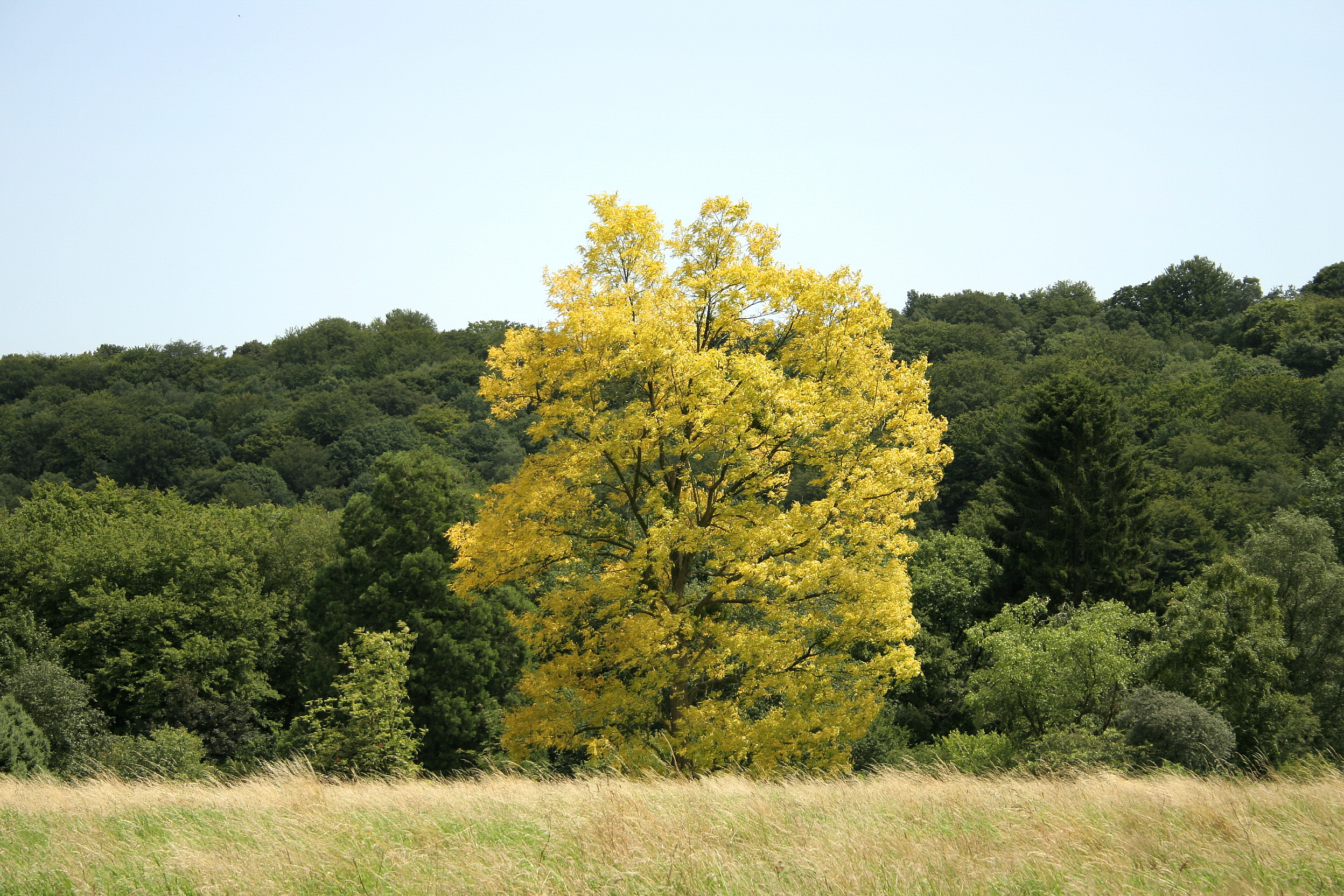
Robinia pseudoacacia 'Frisia'

### Bestandteil der Kulturlandschaft
Aufgrund ihrer Eigenschaften als streusalz- und emissionsresistente Baumart ist die Robinie häufig besser als einheimische Arten für eine Begrünung von schwierigen urbanindustriellen Standorten geeignet. Die Robinie ist in einigen Regionen und im Vergleich zu anderen invasiven Neophyten bereits relativ lang Bestandteil der Kulturlandschaft. 

„In verschiedenen Gegenden ist die Robinie seit dem 18. Jahrhundert ein prägendes Element historischer Kulturlandschaften geworden. In Brandenburg verweist sie u. a. auf die traditionelle Pflanzenverwendung in historischen Gärten, auf frühe Landschaftsverschönerungen und auf Anpflanzungen als Bienengehölz, zum Erosionsschutz und als Flurgehölz oder Forstbaum […] In vielen Dörfern und Städten ist sie ein traditioneller Zier- und Straßenbaum.“

Die älteste und heute mit einem Stammumfang von etwa 7,7 m auch „dickste“ Robinie Deutschlands wurde vermutlich um 1850 im Park Branitz bei Cottbus gepflanzt.
Die unmittelbar nach der Zerstörung Berlins entstandenen Robinienwälder haben einen historischen Zeugniswert. Derartige von Robinien dominierte Wälder zeichnen sich allerdings durch Artenarmut und Dominanz von stickstoffliebenden Pflanzen aus.

### Problematik: invasive Pflanze
Die Robinie kann aufgrund ihres dauerhaften Holzes eine gute Alternative zu importiertem Tropenholz darstellen und sie kann für ingenieurbiologische Ziele eingesetzt werden. Allerdings muss sie als problematischer Neophyt betrachtet werden. Sie kann die Biodiversität bestimmter Standorte erheblich verändern und stellt deshalb ein Risiko für heimische Ökosysteme dar. Vor allem auf trockenen Standorten kann sie sich rasch ausbreiten. Wie alle Schmetterlingsblütler ist die Robinie in der Lage, über Symbiosepartner (Wurzelknöllchenbakterien) Luftstickstoff zu binden. Dieser hat einen Düngeeffekt auf den Wuchsstandort und verändert dadurch das Konkurrenzgefüge für andere Pflanzen. Bei nährstofflimitierten Lebensräumen, auf die besonders viele seltene und gefährdete Organismen angewiesen sind, führt das mittlerbar zu Verdrängung stickstoffsensibler Pflanzen. Dadurch sind vor allem die Arten seltener Biotoptypen wie Magerrasen, Kalkmagerrasen und Sandtrockenrasen durch Robinieninvasion bedroht. Die Robinie kann aber auch in naturnahe mitteleuropäische Waldbestände eindringen. In Ungarn gefährdet sie beispielsweise im Kiskunság-Nationalpark die für dieses Gebiet charakteristischen Trockenrasen, und in Österreich sind 30 % der bedeutenden Trockenrasenbestände durch diese Baumart bedroht. Zu den deutschen Beispielen, in denen die Robinie ein Problem geworden ist, zählen unter anderem das Naturschutzgebiet Mainzer Sand, die Sandhausener Dünen, der Spitzberg bei Tübingen, das Mansfelder Hügelland und der Badberg im Kaiserstuhl.

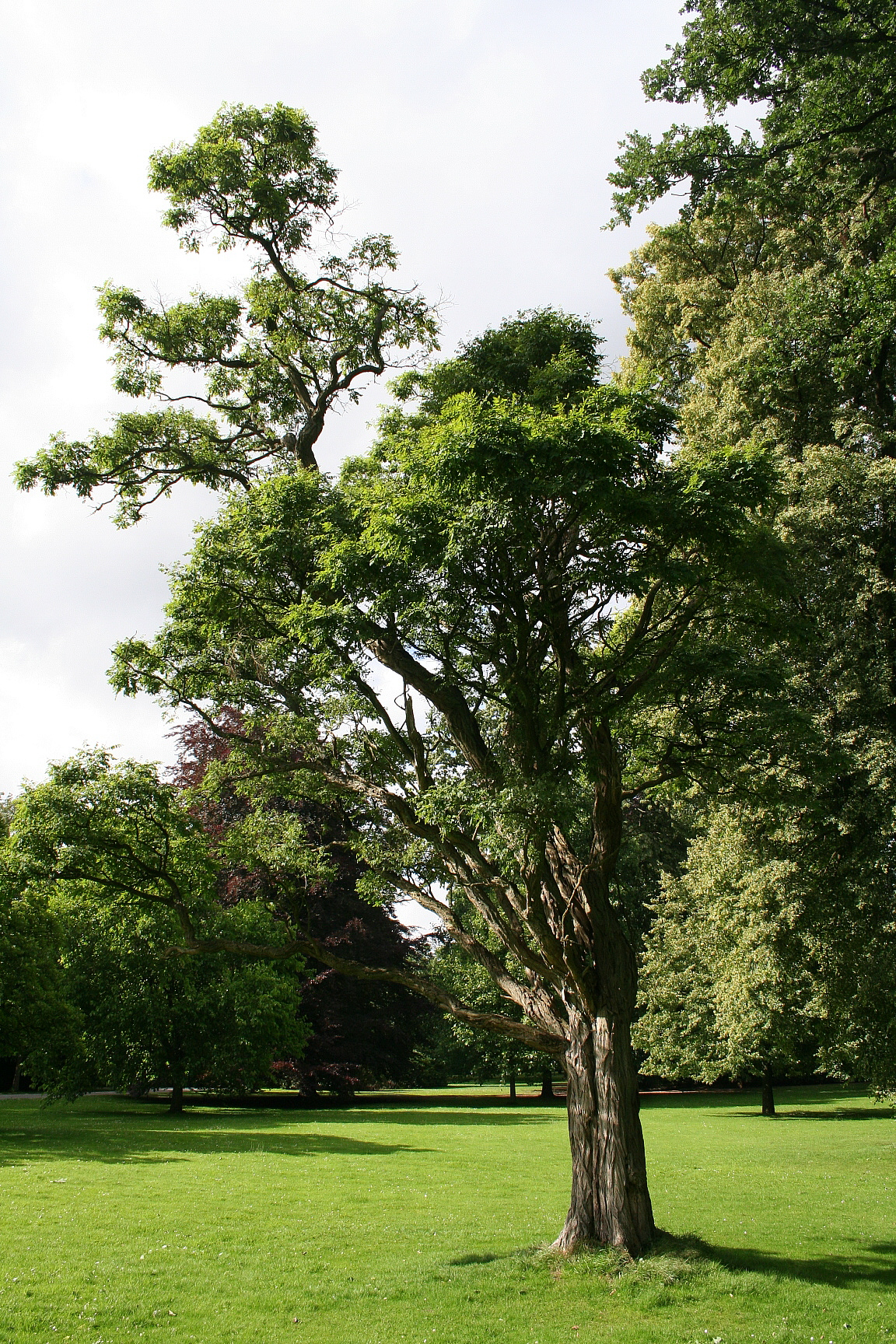
Robinia pseudoacacia 'Umbraculifera'

Untersuchungen, die der Invasionsbiologe Ingo Kowarik zitiert, zeigen, dass ein Robinienbewuchs auf solchen Standorten sehr schnell die Artenvielfalt reduziert und dass sich das Artenspektrum hin zu ungefährdeten und weit verbreiteten Arten verschiebt. Dies geht beispielsweise einher mit einer starken Veränderung der Spinnen- und Laufkäferfauna. Auch einheimische Pionierpflanzen wie Schlehe und Sandbirke bedrohen solche Standorte, bei ihnen verläuft der Übergang zum Wald jedoch wesentlich langsamer und sie verfügen nicht über die Möglichkeit zur Stickstoffbindung, weshalb ihre Auswirkungen viel eher reversibel sind. Bei Robinien erfolgt die Ausdehnung und Verdichtung der Bestände wegen des vegetativen Wachstums über Wurzelsprosse relativ schnell. Außerdem produziert die Art schon ab einem Alter von 6 Jahren Samen, die über den Wind verbreitet werden. Unter älteren Robinien bildet sich nicht selten eine relativ dichte Strauchschicht aus, die überwiegend aus Schwarzem Holunder besteht, der seinerseits einen eutrophierten Standort anzeigt.
In ihrem natürlichen Verbreitungsgebiet sorgen Insektenschäden sowie das Aufwachsen von Schattholzarten dafür, dass die Robinie nach etwa 20 bis 30 Jahren als dominante Baumart abgelöst wird und sich allmählich eine stärker gemischte Waldstruktur einstellt. In den Robinienbeständen Mitteleuropas kommt es dagegen nicht zu einer solchen Sukzession – die in den 1960er Jahren vermutete Umwandlung eines Robinienbestandes in einen Ahornwald hat sich bislang nicht bestätigt. Sowohl die mittlerweile 60 bis 70 Jahre alten Bestände am Kaiserstuhl als auch die etwas jüngeren Berliner Robinienwälder lassen darauf schließen, dass Robinienbestände in Mitteleuropa wesentlich dauerhafter sind als in ihrem ursprünglichen Verbreitungsgebiet. Die Robinie ist hier daher als „invasiver“ Neophyt zu werten und wird vom Bundesamt für Naturschutz auf der Warnliste invasiver Gefäßpflanzenarten in Deutschland geführt. Ergebnisse nischenbasierter Vorhersagemodelle legen nahe, dass die Robinie sich angesichts des globalen Klimawandels im Mitteleuropa, auch in Natura-2000-Schutzgebieten, deutlich weiter ausbreiten könnte.

### Der Mensch als Ursache für die Ausbreitung der Robinie

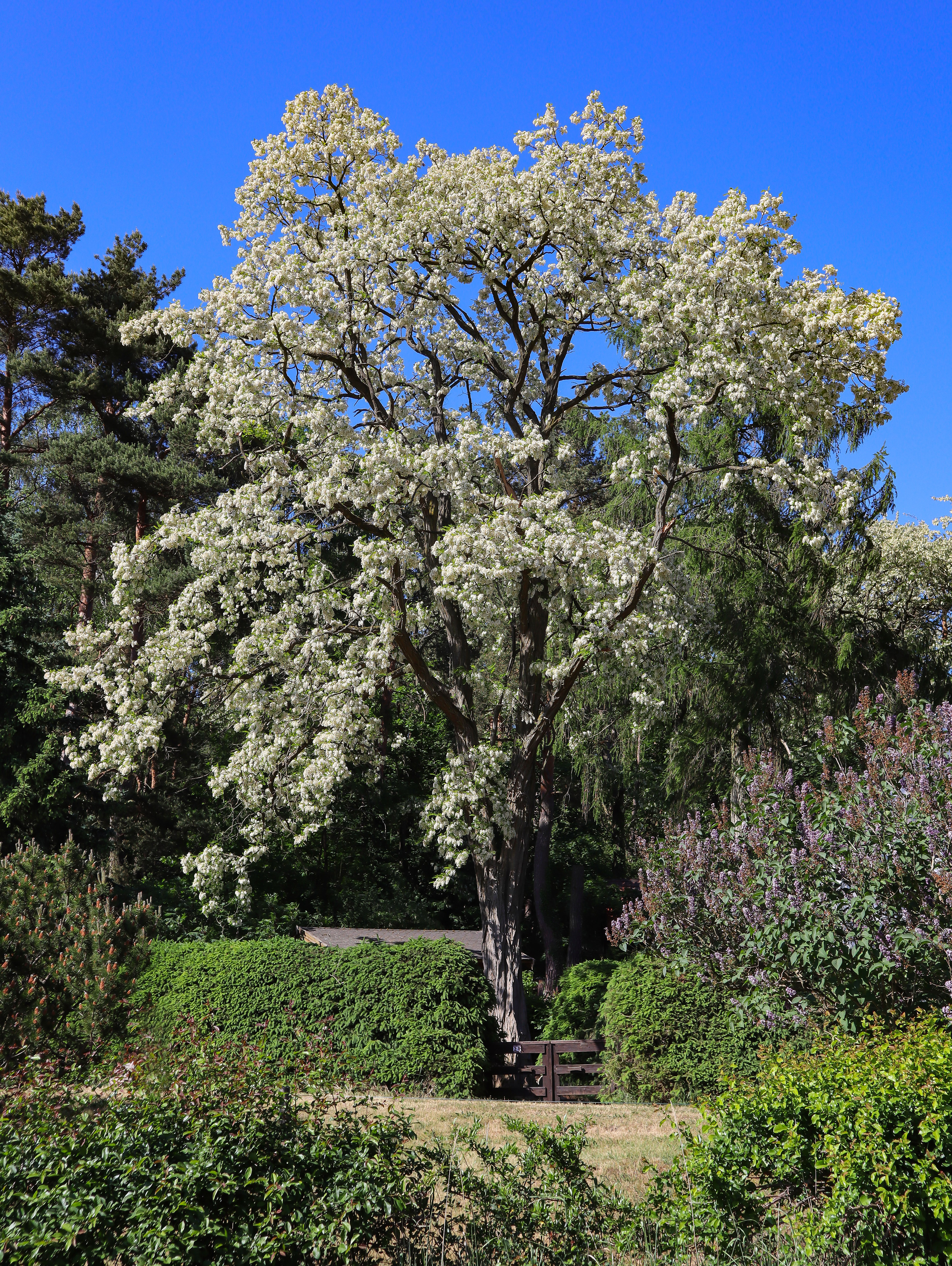
Robinie in einem Vorgarten in Ferchesar, Havelland

Die Robinienbestände, von denen aus seltene Biotoptypen bedroht werden, lassen sich überwiegend unmittelbar auf Anpflanzungen zurückführen. Während beispielsweise der Riesen-Bärenklau aufgrund der Verwehbarkeit und der Schwimmausbreitung seiner Diasporen sehr schnell neue Gebiete entlang von Offenlandflächen und Fließgewässern erreicht, muss bei der Gewöhnlichen Robinie erst der Mensch für die Besiedelung eines Gebietes durch Anpflanzung eines Samenbaums sorgen. Auch die starke Vermehrung in Stadtgebieten nach dem Zweiten Weltkrieg war nur möglich, weil dort Robinien als Ziergehölze bereits vorhanden waren.

### Bekämpfung von Robinien im Rahmen des Naturschutzes
Die Beseitigung von etablierten Robinienbeständen ist sehr aufwändig und muss sich auf die Standorte begrenzen, an denen dies aus Gründen des Naturschutzes vordringlich ist. Selbst nach einer erfolgreichen Beseitigung von Robinien hat aufgrund der Stickstoffanreicherung des Bodens eine Biotopveränderung stattgefunden, so dass beispielsweise die ursprüngliche Magerrasen-Vegetation nicht wieder entstehen kann.
Sinnvoll und wirkungsvoll sind Bekämpfungsmaßnahmen dort, wo Robinienbestände in der Nähe von durch sie gefährdeten Biotoptypen stehen und sie diese ohne weitere Eingriffe überwachsen könnten. Schwierig ist die Bekämpfung, weil die Robinie sowohl aus dem Stock wieder ausschlagen kann als auch Wurzelausläufer bildet. Wie die Erfahrungen in einzelnen Naturschutzgebieten gezeigt haben, führt ein simples Fällen der Bäume dazu, dass sich lediglich dichtere Bestände bilden. In den USA wird zur Bekämpfung von Robinien häufig nach der Rodung das Herbizid Roundup eingesetzt. Schonender und ebenfalls erfolgreicher als das Fällen, aber aufwändiger, ist eine angepasste Ringelung. Dabei wird an ausgewachsenen Bäumen während des Sommers in einem handbreiten Band die Rinde bis auf das Kernholz mit Ausnahme eines schmalen Steges entfernt. Anders als sonst reagieren die Bäume auf diese Beschädigung nicht mit der Ausbildung von Wurzelsprossen. Der verbleibende Steg wird im nächsten Frühjahr entfernt. Zwei Jahre nach der Ringelung kann man den Baum fällen, vorher schlägt er wie beim einfachen Fällen wieder aus.

## Fressfeinde und Parasiten
Die Robinie wird von der Weißbeerigen Mistel befallen, sowohl in Europa als auch, nach ihrer Einbringung dort, in Nordamerika. Über hundert verschiedene Pilzarten leben auf beziehungsweise im Holz der Robinie in Nordamerika, viele aber auch in Europa. So wurden in Süddeutschland 69 holzbewohnende Pilze auf der Robinie gefunden, davon 43 parasitisch lebende wie beispielsweise der Schwefelporling oder der Flache Lackporling. Der Pilz Diaporthe oncostoma, Syn.: Phomopsis oncostoma, erzeugt einen Baumkrebs.
Die Amerikanische Robinienblatt-Gallmücke (Obolodiplosis robiniae) lebt ausschließlich auf der Robinie und breitet sich auch schnell in Europa aus.

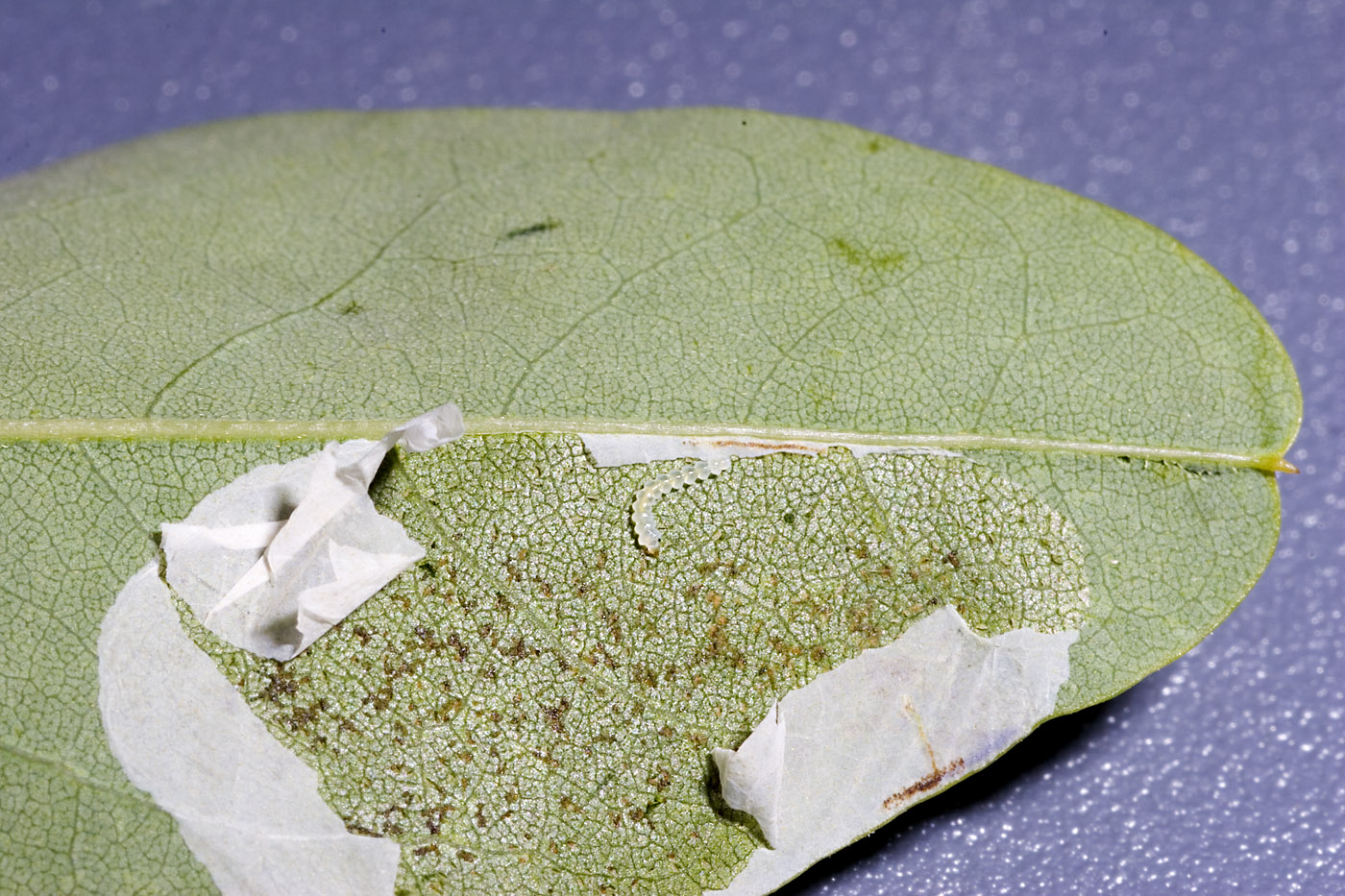
Larve der Robinien-Miniermotte in geöffneter Platzmine auf einem Robinienblatt

Mittlerweile hat sich in Europa die Robinien-Miniermotte und die ebenfalls minierende Parectopa robiniella als ein auf die Gewöhnliche Robinie spezialisiertes Insekt als Neozoon etabliert. Die Raupen der Robinien-Miniermotte nutzen ausschließlich die Blätter dieses Baumes als Fraßpflanze. 1983 wurde dieses eigentlich in Nordamerika heimische Insekt das erste Mal in der Nähe von Basel entdeckt. Von dort aus hat es sich sehr rasch im übrigen Europa verbreitet. 1988 wurden die ersten Funde in Deutschland, Frankreich und Italien gemeldet, seit den 1990er Jahren werden Funde auch in Ungarn, Tschechien und Slowakei sowie Polen gemeldet. Diese Raupe hat kaum Fressfeinde in ihrem neuen Lebensraum, und ihre Ausbreitungsgeschwindigkeit hat in den letzten Jahren stark zugenommen. Bis jetzt liegen noch keine detaillierten Erkenntnisse darüber vor, wie stark sie die Bäume schädigt.